# Noce i dnie (film)
Noce i dnie – polski dramat filmowy z 1975 w reżyserii Jerzego Antczaka, będący adaptacją powieści Noce i dnie (1931–1934) Marii Dąbrowskiej. Noce i dnie są sagą przedstawiającą losy dwóch pokoleń rodziny Niechciców na tle Polski pod zaborami na przełomie XIX i XX wieku. Oprócz wersji kinowej powstał także serial telewizyjny o tym samym tytule, zrealizowany w 1977. Główną oś fabularną filmu stanowi żywot małżeństwa ziemian, Barbary Ostrzeńskiej (Jadwiga Barańska) oraz jej męża Bogumiła Niechcica (Jerzy Bińczycki).
Realizacja filmu, trwająca blisko dwa i pół roku, stanowiła spore wyzwanie dla ówczesnej kinematografii. Ostateczny budżet filmu wyniósł 130 milionów ówczesnych złotych polskich. Zdjęcia do filmu zrealizował operator Stanisław Loth, natomiast za montaż odpowiadała Janina Niedźwiecka. Sentymentalny walc do filmu skomponował Waldemar Kazanecki. Noce i dnie okazały się sukcesem artystycznym i komercyjnym, otrzymując przeważnie pozytywne oceny w Polsce i za granicą. Chwalono grę Barańskiej i Bińczyckiego, brawurowy montaż Niedźwieckiej oraz monumentalny rozmach. Dzieło Antczaka zdobyło szereg nagród i wyróżnień, między innymi Złote Lwy Gdańskie na Festiwalu Polskich Filmów Fabularnych oraz Srebrnego Niedźwiedzia dla Jadwigi Barańskiej na Międzynarodowym Festiwalu Filmowym w Berlinie. Film znalazł się również w ścisłej czołówce dzieł nominowanych do Oscara dla najlepszego filmu nieanglojęzycznego.
Do połowy 1977 Noce i dnie obejrzało w Polsce ponad 21 milionów widzów, a trwająca popularność filmu przełożyła się na honorowe wyróżnienie Diamentowe Lwy, które na Festiwalu Polskich Filmów Fabularnych w 2015 otrzymali Antczak (za najlepszy film 40-lecia) oraz Barańska (za najlepszą rolę żeńską 40-lecia).

## Fabuła
Akcja filmu zaczyna się w sierpniu 1914, gdy Niemcy zajmują Kaliniec (pod tą nazwą w powieści występuje Kalisz) w ramach działań ofensywnych podczas I wojny światowej. Spustoszone miasto pośpiesznie opuszczają mieszkańcy. Wśród nich znajduje się Barbara Niechcic, którą odnajduje dawny znajomy, Żyd nazwiskiem Szymszel. Oferuje jej pomoc w przewiezieniu jej do pobliskiego Borowna, posiadłości Józefa Toliboskiego. Ta podróż staje się dla Barbary pretekstem do powrotu wspomnieniami do przeszłości.
Akcja filmu przenosi się wówczas w przeszłość. Toliboski, pierwsza młodzieńcza miłość Barbary, zaleca się do niej przez kilka lat, by ostatecznie zmienić decyzję i ożenić się z inną kobietą. Barbara jednak wciąż pała do niego miłością. W wieku 25 lat, podczas świąt spędzanych u państwa Ładów w Borku, poznaje blisko czterdziestoletniego Bogumiła Niechcica, dzierżawcę pobliskiego majątku. Następnego roku, mimo że postrzega go jako pozbawionego ogłady, wychodzi za niego za mąż. Stopniowo przyzwyczaja się do swojego nowego położenia. Zachodzi w ciążę, jednak jej pierwszy syn Piotruś umiera w wieku czterech lat. Barbara przeżywa depresję po śmierci syna. Niechcicowie przeprowadzają się do dużego, acz zaniedbanego majątku w Serbinowie; Bogumił z determinacją odbudowuje posiadłość. Wówczas rodzi się ich pierwsza córka, Agnieszka, a potem kolejne dzieci.
Bogumił za namową żony pozwala jej na pewien czas wyjechać wraz z dziećmi do Kalińca. W Niechcicu zakochuje się młoda córka sąsiada, Ksawunia Wojnarowska, jednak miłość kończy się rozstaniem. Tymczasem Barbara, rozczarowana mieszkaniem w mieście, czuje się samotna i niespełniona. Na dodatek najmłodszy syn Niechciców, Tomaszek, sprawia coraz większe problemy wychowawcze – jest ustawicznym kłamcą i kleptomanem. Zszokowana Barbara odkrywa również, że Bogumił romansuje z serbinowską kucharką Felicją. Mimo wszystko Barbara wybacza mężowi. Tymczasem starsza córka Agnieszka, wyjechawszy na studia do Lozanny, zakochuje się i wychodzi za mąż za działacza niepodległościowego, Marcina Śniadowskiego. Niechcicom jednak powodzi się coraz gorzej, a zła inwestycja i oszustwo ze strony bratanka Barbary, Anzelma Ostrzeńskiego, powoduje utratę majątku. Na domiar złego małżonkowie tracą kontrakt na dzierżawę Serbinowa, a tym samym dach nad głową. Pomoc niesie im sąsiad Wojnarowski, odsprzedając im własny majątek Pamiętów. Strudzony i schorowany Bogumił ostatecznie umiera. Zrozpaczona Barbara wraca do Kalińca, wkrótce jednak wybucha I wojna światowa. Stara kobieta odjeżdża z bagażem wspomnień w nieznanym kierunku.

## Obsada
- Jadwiga Barańska – Barbara Niechcic z domu Ostrzeńska
- Jerzy Bińczycki – Bogumił Niechcic, mąż Barbary
- Barbara Ludwiżanka – Jadwiga Ostrzeńska z domu Jaraczewska, matka Barbary
- Jerzy Kamas – Daniel Ostrzeński, najstarszy brat Barbary
- Janina Traczykówna – Michalina Ostrzeńska z domu Poleska, żona Daniela
- Elżbieta Starostecka – Teresa Kociełło z domu Ostrzeńska, siostra Barbary
- Emir Buczacki – Lucjan Kociełło, mąż Teresy
- Stanisława Celińska – Agnieszka Śniadowska z d. Niechcic, córka Bogumiła i Barbary
- Ilona Kuśmierska – Emilia Bartołd z domu Niechcic, córka Bogumiła i Barbary
- Jan Englert – Marcin Śniadowski, mąż Agnieszki Niechcic oraz zięć Barbary i Bogumiła
- Kazimierz Mazur – Tomasz Niechcic, drugi syn Bogumiła i Barbary
- Olgierd Łukaszewicz – Janusz Ostrzeński, syn Michaliny i Daniela
- Andrzej Seweryn – Anzelm Ostrzeński, syn Michaliny i Daniela
- Karol Strasburger – Józef Toliboski, pierwsza miłość Barbary
- Henryk Borowski – Klemens Klicki, wuj Bogumiła i brat Florentyny
- Beata Tyszkiewicz – rejentowa Stefania Holszańska
- Andrzej Szczepkowski – rejent Holszański
- Władysław Hańcza – Jan Łada
- Mieczysław Milecki – ksiądz Komodziński
- Halina Czengery – Wiktoria Łada, żona Jana
- Marek Walczewski – Daleniecki
- Barbara Rachwalska – służąca Niechciców
- Bożena Dykiel – Andzia Torebkówna
- Andrzej Gawroński – Czerniak, chłop w Serbinowie, niewymieniony w czołówce
- Ryszarda Hanin – Żarnecka, kucharka Niechciców
- Ewa Dałkowska – Olesia Chrobotówna
- Irena Kownas – Felicja, kucharka w Serbinowie
- Zofia Merle – chłopka Maria Kałużna
- Tadeusz Fijewski – Łuczak, chłop z Serbinowa
- Helena Kowalczykowa – chłopka z Serbinowa
- Teodor Gendera – chłop w Serbinowie
- Jadwiga Kuryluk – Ludwiczka, służąca w Krępie
- Alicja Migulanka – kucharka
- Aleksandra Leszczyńska – Florentyna Niechcic z domu Klicka, matka Bogumiła
- Elżbieta Karkoszka – Magda, córka Klimeckich
- Magdalena Zawadzka – Ksawunia Woynarowska
- Janusz Paluszkiewicz – Banasiak, chłop w Serbinowie
- Maciej Góraj – powstaniec
- Tadeusz Cygler
- Bogusław Sochnacki – Roman Katelba
- Zbigniew Koczanowicz – Szymszel
- Anna Nehrebecka – Celina Mroczkówna-Katelbina[4][3]

## Produkcja

### Scenariusz i prace przygotowawcze

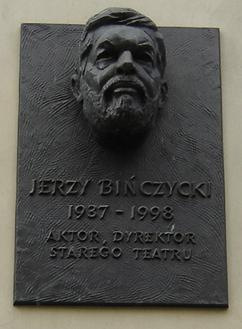
Tablica pamięci J. Bińczyckiego (Bogumiła Niechcica)

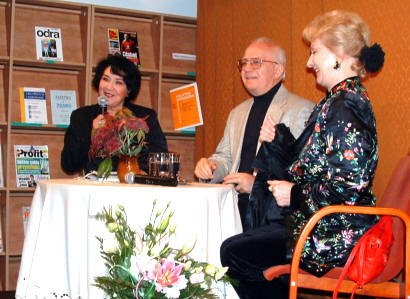
J. Antczak i Jadwiga Barańska (Barbarą Niechcic), pocz. XXI w.

Noce i dnie były adaptacją wydanej w latach 1931–1934 powieści Marii Dąbrowskiej pod tym samym tytułem, która była wielce poczytnym portretem losów ziemiaństwa polskiego od powstania styczniowego do I wojny światowej. W latach 1946–1999 figurowała wśród obowiązkowych lektur szkolnych. Adaptator powieści, Jerzy Antczak, znany był przede wszystkim z kameralnych dramatów teatralnych wyreżyserowanych dla Teatru Telewizji. Antczak zdecydował się zekranizować powieść trudną do adaptacji. Trudność, jak pisał Jerzy Płażewski, „wynikła z introspekcyjności powieści-rzeki, którą należało zorganizować w widowisko o życiu polskim przed rokiem 1914”. Antczak zdecydował się przyjąć punkt widzenia Barbary, koncentrując się nie tyle na sporach ideologicznych będących integralną częścią powieści, ile na udrękach osobiście przeżywanych przez Niechcicową. Ponadto pożar Kalińca posłużył w interpretacji Antczaka jako rama narracyjna, podczas gdy powieść po prostu kończyła się zniszczeniem miasteczka. Prace nad scenariuszem do filmu trwały łącznie trzy lata (od 1969 do 1972).
Z gotowym scenariuszem Antczak poszedł do Zespołu Filmowego „Kadr”. Projekt spotkał się jednak z dezaprobatą dyrektora artystycznego „Kadru”, Jerzego Kawalerowicza. Antczak napisał kilka wersji scenariusza – konsekwentnie odrzucanych przez Kawalerowicza. Dopiero gdy Antczak na życzenie Kawalerowicza opowiedział pierwsze trzy minuty filmu, uzyskał zgodę na jego nakręcenie. Początkowo rolę Bogumiła Antczak przewidział dla Stanisława Jasiukiewicza, ale okazało się, że z powodu ciężkiej choroby Jasiukiewicz nie mógł przyjść na plan. Także Józef Nowak, bliski przyjaciel Antczaka, odmówił przyjęcia tej roli. Za radą Barbary Ptak reżyser zaangażował Jerzego Bińczyckiego, tym bardziej że Antczaka urzekł występ aktora w Szewcach w reżyserii Jerzego Jarockiego. Żona Antczaka, Jadwiga Barańska, wcieliła się w Barbarę.

### Okres zdjęciowy

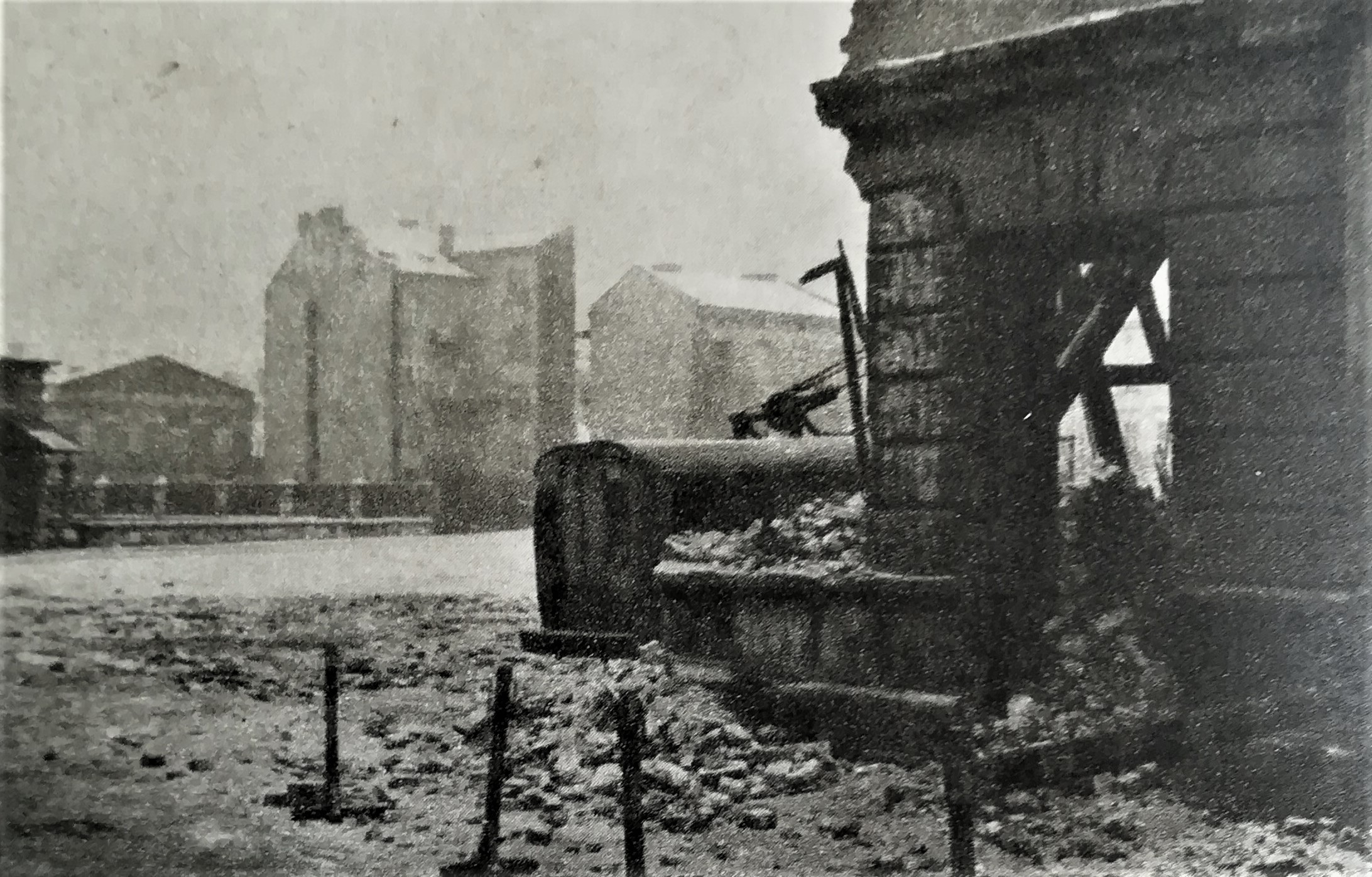
Ulica Józefa w Krakowie zniszczona przez filmowców (teren imitował pożar Kalińca)

Film był sporym wyzwaniem zarówno dla ekipy filmowej, jak i obsady. Po nakręceniu 5% materiału filmowego wymianie uległa połowa zatrudnionych. Sceny zbiorowe kręcono po kilka godzin dziennie, a Jadwiga Barańska musiała zmieniać makijaż trzykrotnie w ciągu dnia. Wykorzystane w filmie autentyczne wiejskie plenery (państwowe gospodarstwo rolne Seroczyn koło Siedlec) nie zapewniały aktorom odpowiednich warunków; aktorzy spali w chłopskich chałupach, a myli się pod studnią. W Seroczynie wybudowano specjalny dworek utrzymany w duchu epoki, stworzono obszerny ogród oraz obsiano sporą połać ziemi kapustą i zbożem. Słynna scena, w której pan Toliboski zrywa Barbarze nenufary, powstała w ciągu jednego słonecznego dnia, ponieważ lilie wodne użyte na potrzeby zdjęć mogły zwiędnąć w ciągu jednego, góra dwóch dni.
Inny plener – krakowski Kazimierz – imitował płonący Kaliniec, a do kręcenia sekwencji ucieczki z tejże fikcyjnej miejscowości wynajęto trzy tysiące statystów. Antczak opisywał wspomnianą sekwencję następująco: „[…] ten pamiętny pożar. Tysiące statystów, aktorzy i morze ognia w wąskich uliczkach, były to prawdziwe dni grozy”. Do kręcenia sekwencji użyto niezwykle niebezpiecznego napalmu, nad czym nadzór sprawował pirotechnik Ryszard Ochocki. Antczak opowiadał: „Naprawdę nie wiem, jak się to wszystko udało. Płomienie buchały w odległości piętnastu centymetrów od ludzi. Dziś myślę, że balansowałem na granicy życia i śmierci”. Początkowo w charakterze montażystki zatrudniona została Krystyna Rutkowska, jednak niezadowolony z pierwszych efektów jej pracy reżyser zdecydował o przerwaniu współpracy. Ostatecznie montażem Nocy i dni zajęła się Janina Niedźwiecka, która znacząco wpłynęła na dalszy kształt filmu, kierując się dewizą: „Reżyserzy przyzwyczajają się do ulubionych scen i ujęć, które najczęściej są tylko ozdobnikiem całości. Dlatego należy je usuwać bezlitośnie”.
Łączny budżet filmu wyniósł 130 milionów ówczesnych złotych, czyli około miliona dolarów; zdjęcia pod nadzorem operatora Stanisława Lotha (zarekomendowanego Antczakowi przez Kazimierza Kutza) kręcono od 15 września 1972 do 20 grudnia 1974. Odpowiedzialne za produkcję Przedsiębiorstwo Państwowe Film Polski podjęło również starania, aby wypromować film za granicą; reklama dzieła w Stanach Zjednoczonych kosztowała 5 tysięcy dolarów.

### Muzyka
Muzykę do filmu napisał Waldemar Kazanecki, który, wedle wspomnień Antczaka, zaimprowizował sentymentalny walc („rybkę”) na fortepianie przy euforii reżysera. Do walca, który stał się integralną częścią filmu, piosenkę Od nocy do nocy napisała Agnieszka Osiecka, a wykonała ją Halina Kunicka. W ocenie Małgorzaty Hendrykowskiej ów walc odgrywał ważną rolę dramaturgiczną: „Walc towarzyszy wywołanym w pamięci obrazom szczęśliwego, letniego popołudnia Niechciców […], a w finale staje się po prostu znakiem wszystkich dobrych wspomnień i […] pogodzenia z życiem i tym wszystkim, co ono przyniesie”.

## Odbiór

### Premiera i frekwencja kinowa
Prapremiera Nocy i dni odbyła się 22 września 1975 w kinie „Oaza” w Kaliszu, a dzień później film trafił do powszechnego obiegu kinowego. Film odniósł ogromny sukces frekwencyjny; Tadeusz Drewnowski z miesięcznika „Kino” donosił, iż do połowy 1977 film obejrzało 21 129 176 widzów, ustępując pod względem popularności jedynie trzem adaptacjom powieści Henryka Sienkiewicza.

### Recepcja krytyczna w Polsce
Stanisław Wyszomirski z pisma „Express” chwalił role Barańskiej i Bińczyckiego. Zdaniem Wyszomirskiego Barańska „stworzyła jedną z najpiękniejszych postaci kobiecych w dziejach polskiej kinematografii […] Jej Barbara jest wzruszająca i zabawna, tragiczna i lekkomyślna, zagadkowa i serdeczna”. Zdaniem Andrzeja Kuśniewicza z „Kultury” Barańska „stworzyła kreację, jakiej dawno nie widzieliśmy na naszym ekranie”. Wojciech Wierzewski w recenzji dla „Trybuny Ludu” podkreślał, że siłą filmu jest „głęboka prawda psychologiczna, życiowa, moralna”, która pozwoliła zniwelować dystans dziejowy dzielący bohaterów filmu od doświadczeń widzów. Ów pogląd podzielała Maria Kornatowska na łamach „Filmu”: „Nie dajmy się zwieść retro-kostiumom stylowym meblom, Noce i dnie są filmem, który odpowiada na aktualne potrzeby współczesnego Polaka”. Alicja Iskierko w czasopiśmie „Głos Pracy” zwróciła uwagę na znakomity montaż Jadwigi Niedźwieckiej, twierdząc: „Dawno nie oglądałam filmu o tak nowoczesnym sposobie narracji”. Lucjan Kydryński w „Przekroju” również chwalił twórców za montaż, przede wszystkim za koncentrację Antczaka na wątku Barbary i Bogumiła, spiętym klamrą narracyjną w postaci pożaru Kalińca. Maria Malatyńska w tekście dla „Echa Krakowa” ceniła natomiast rolę Bogumiła w wykonaniu Bińczyckiego: „Ściszony i skupiony, z pewnym jakby zażenowaniem wygrywa ów kontrast między nieśmiałością charakteru a sporymi rozmiarami sylwetki i jej przyrodzoną jakby niezgrabnością”. W opinii Ryszarda Koniczka z „Argumentów” zaletą filmu było przypomnienie o „»niebohaterskości« naszego życia”, która kłóciła się z wizją dotychczasowych przebojów filmowych, przede wszystkim adaptacji Henryka Sienkiewicza. Jan Józef Szczepański z „Tygodnika Powszechnego” doceniał „kunszt operatorski Stanisława Lotha”, uwypuklający czułość widzenia świata oczyma Marii Dąbrowskiej. Zygmunt Kałużyński w recenzji dla „Polityki” nazywał Noce i dnie filmem akademickim, ale punktował grę Bińczyckiego, pozbawioną jakiegokolwiek fałszywego tonu.
Co prawda, niektórzy krytycy filmowi dystansowali się od adaptacji powieści Dąbrowskiej. Przykładowo, Tomasz Burek na łamach „Kina” stwierdzał, że z powieści Antczak usunął cały kontekst ideowy i polityczny, a pomysł na opowiedzenie filmu oczami Barbary cechuje niekonsekwencja: „Kamera [...] snuje opowieść nie wiadomo z czyjego punktu widzenia. Dokonując, co gorsza, arbitralnej i chyba mało przemyślanej selekcji spośród rzeczy i spraw, jakie były przedmiotem literackiego pierwowzoru”. Również Tadeusz Drewnowski pomstował na eklektyczny sposób filmowania ujęć, mieszający estetykę Pietera Breugla, Vincenta van Gogha, Claude’a Moneta, Józefa Chełmońskiego i Aleksandra Gierymskiego. Ryszard Matuszewski w recenzji dla „Literatury” narzekał na ekranowy chaos spowodowany nadmierną dynamizacją akcji filmu. Anna Tatarkiewicz z „Ekranu” była zniesmaczona rolą Barańskiej, gdyż aktorka pozbawiła powieściową Barbarę antypatycznych cech charakteru, a co za tym idzie – krytyka jej ziemiańskiej mentalności przerodziła się w jej apoteozę. Waldemar Chołodowski z pisma „Film” dostrzegł w adaptacji Antczaka odwołania do Przeminęło z wiatrem (1939), jednak sam film ocenił jako „niby-historię, rzeczywistość widzianą zza szyby” o wymiarze zaściankowym, „tak piękną, że nie chce się w nią wierzyć”.

### Recepcja krytyczna za granicą
Za granicą Noce i dnie spotkały się z pozytywnym odbiorem. Recenzja w „Variety” głosiła, że „pomimo nieco literackich dialogów całość ogląda się bez znużenia, dzięki zwięzłej i emocjonującej narracji oraz umiejętnemu montażowi”. Marie Maravcová z czechosłowackiego czasopisma „Film a doba” pisała, że „do artystycznej wiarygodności filmu Antczaka w niemałym stopniu przyczyniła się para aktorów” (Barańska i Bińczycki). „Deutsche Morgenpost” również chwaliło parę głównych odtwórców ról, dodając, że Antczak rozwija wielką sagę „z rozmachem i szerokim oddechem”. Kevin Thomas w recenzji dla „Los Angeles Timesa” wyraził podziw dla tego „wspaniałego, rozbudowanego, dwuczęściowego epickiego dzieła”, a także nadzieję, że film „nie zostanie niezauważony w oscarowym wyścigu oraz że znajdzie się w amerykańskiej dystrybucji”.

## Nagrody
| Rok  | Festiwal                                       | Nagroda                                                   | Odbiorca                         |
| ---- | ---------------------------------------------- | --------------------------------------------------------- | -------------------------------- |
| 1975 | Festiwal Polskich Filmów Fabularnych           | Złote Lwy Gdańskie                                        |                                  |
| 1975 | Festiwal Polskich Filmów Fabularnych           | Nagroda za rolę kobiecą                                   | Jadwiga Barańska                 |
| 1975 | Festiwal Polskich Filmów Fabularnych           | Nagroda za rolę męską                                     | Jerzy Bińczycki                  |
| 1976 | Berlinale                                      | Srebrny Niedźwiedź dla najlepszej aktorki                 | Jadwiga Barańska                 |
| 1976 | Berlinale                                      | Nagroda Unicritic                                         |                                  |
| 1976 | Lubuskie Lato Filmowe                          | Gwiazda Filmowego Sezonu                                  | Jadwiga Barańska Jerzy Bińczycki |
| 1976 | Nagroda Amerykańskiej Akademii Sztuki Filmowej | Nominacja do nagrody za film obcojęzyczny                 |                                  |
| 2007 | Złota Kaczka 50-lecia                          | Najlepsza muzyka                                          | Waldemar Kazanecki               |
| 2015 | Festiwal Polskich Filmów Fabularnych           | Diamentowe Lwy dla najlepszego filmu i najlepszej aktorki | Jerzy Antczak Jadwiga Barańska   |